# Enicospilus rufus
Enicospilus rufus là một loài tò vò trong họ Ichneumonidae.